# 布恩鎮區 (密歇根州)
布恩鎮區（英語：Boon Township）是位於美國密歇根州韋克斯福德縣的一個行政鎮區。

## 地方資料
布恩鎮區的面積為93.27平方千米，當中陸地面積為93.27平方千米，而水域面積為0.00平方千米。根據2020年美國人口普查的數據，當地共有人口650人，而人口密度為每平方千米6.97人。